# Boeing NC-135
Boeing NC-135 и Boeing NKC-135 — специальные версии самолётов Boeing C-135 Stratolifter и Boeing KC-135 Stratotanker, модифицированные для работы по различным программам.

## История

### Программа готовности
В поддержку программы готовности к испытаниям, которая была инициирована в ответ на Договор об ограниченном запрещении испытаний (LTBT) 1963 года, Сандийские национальные лаборатории сконфигурировали три самолёта NC-135 в качестве летающих лабораторий для атмосферных испытаний ядерного оружия, если таковые возобновятся. Эти самолёты базировались на базе ВВС Киртланд в штате Нью-Мексико. Работы были начаты в 1963 году, и самолёт оставался в эксплуатации до 1976 года, летая в основном в Сандию, Лос-Аламос и Ливермор. Комиссия по атомной энергии США (AEC) осуществляла контрольный надзор за лётно-испытательным самолётом NC-135. После 1976 года самолёт летал в Лабораторию вооружения ВВС.

### Воздушно-астрономические миссии

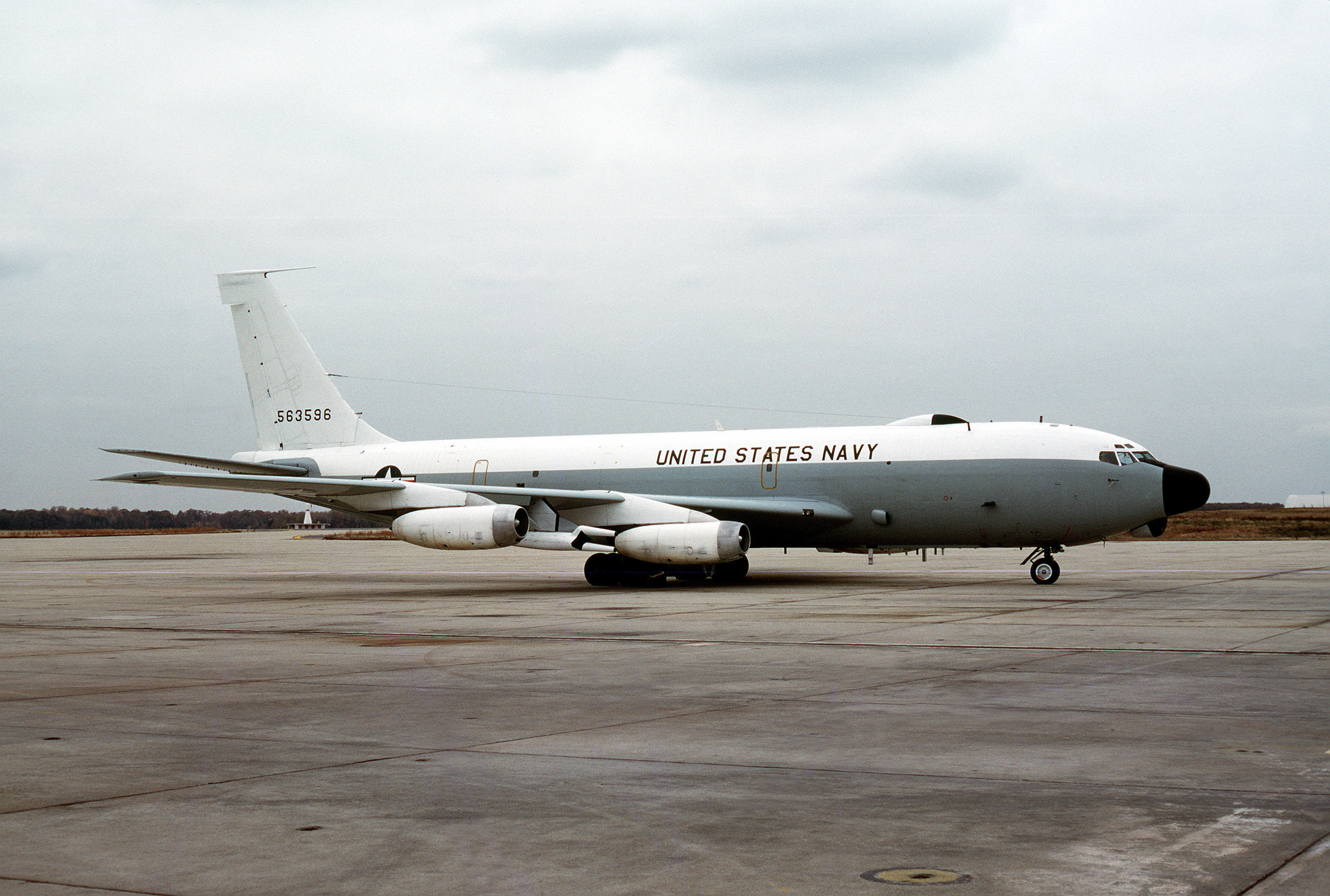
NKC-135A группы систем радиоэлектронной борьбы ВМС США.

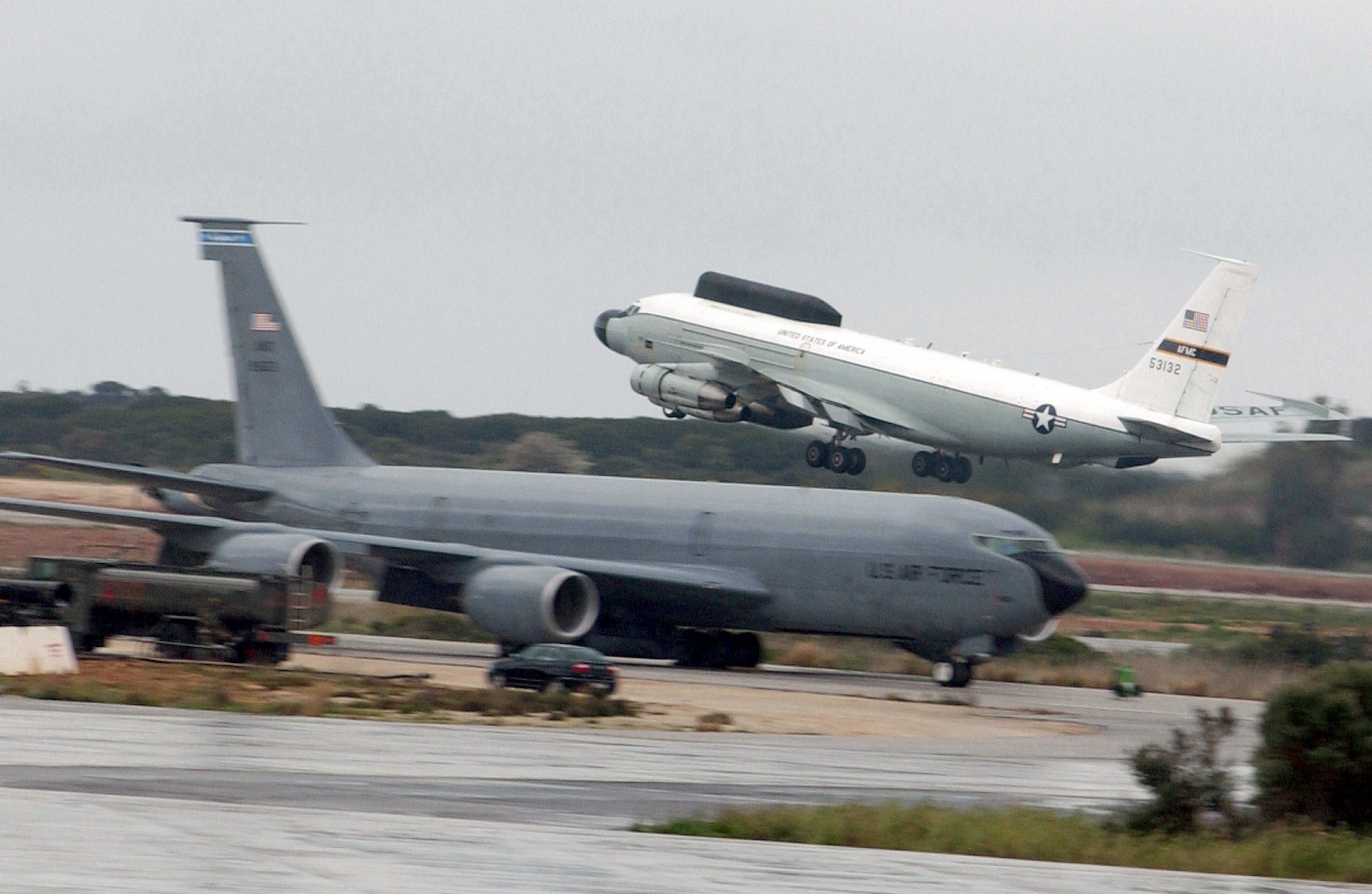
Самолёт РЭБ ВВС США NKC-135 Big Crow взлетает с передовой оперативной базы

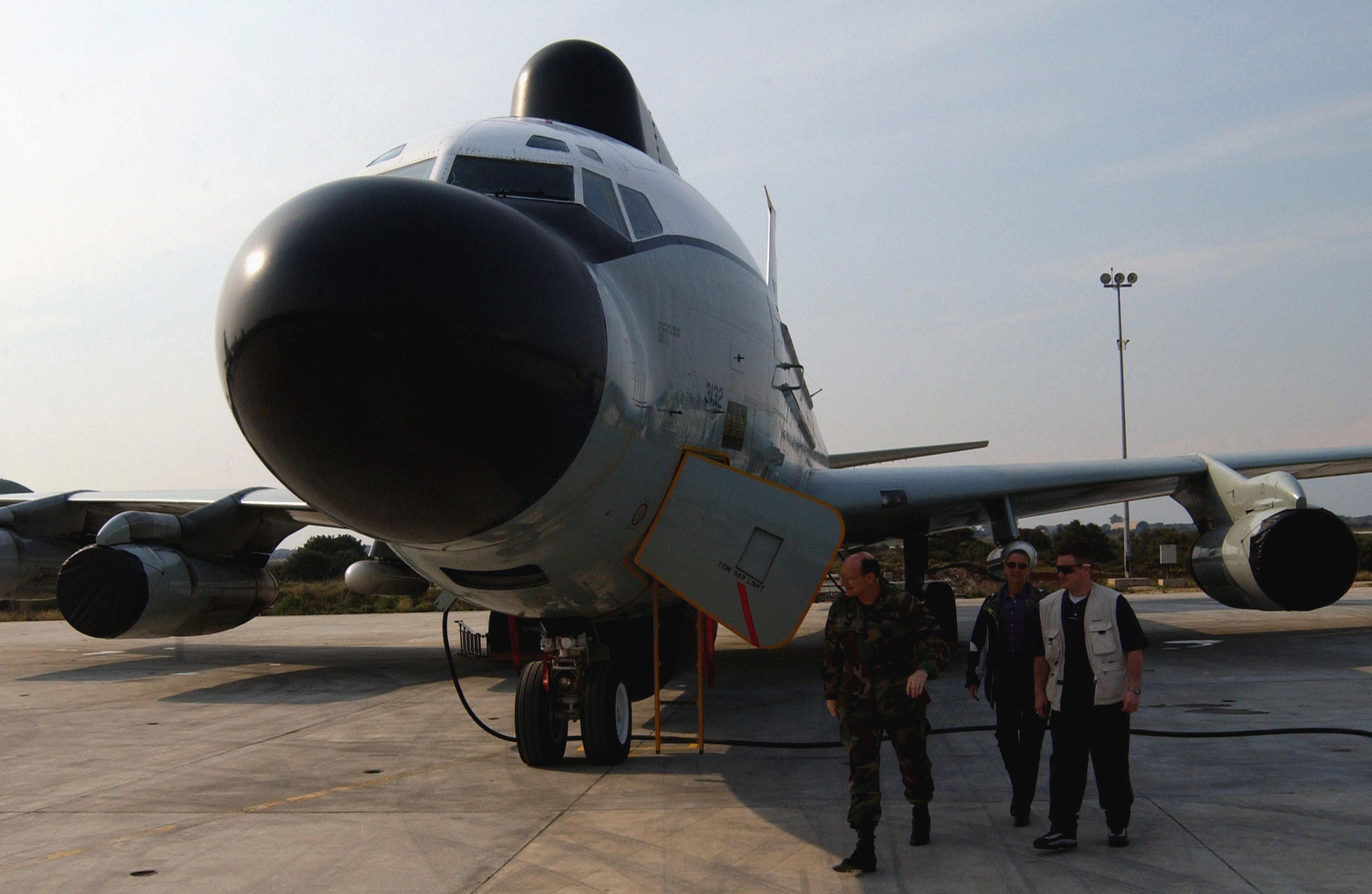
Самолёт РЭБ ВВС NKC-135 Big Crow с увеличенным носом на передовой оперативной базе.

Во время моделирования полётов в рамках программы готовности к испытаниям научные группы, прикреплённые к самолету NC-135, поняли, что их летающие лаборатории могут быть эффективно использованы для изучения солнечных затмений, а также космических лучей, попадающих в атмосферу, и воздействия магнитных полей в ионосфере. Учёные обратились в AEC с просьбой разрешить использовать самолёт для таких научных исследований. Петиция была одобрена, и исследования продолжались до 1975 года.
Первая миссия по исследованию затмения стартовала из международного аэропорта Паго-Паго (Американское Самоа) в 1965 году. Летя вместе с несколькими другими научными самолётами, одному из NC-135 удалось пролететь в пределах полного затмения в течение 160 секунд, предоставив ценные научные данные. Миссии «Затмение» также выполнялись в 1970, 1972, 1973, 1979 и 1980 годах.

### Big Crow
Big Crow — обозначение двух испытательных самолётов NKC-135 (55-3132 и 63-8050), сильно модифицированных для испытаний аппаратуры радиоэлектронной борьбы. Эти самолёты также использовались в качестве имитатора мишени для лётных испытаний авиалазера Boeing YAL-1. 15 марта 2007 года YAL-1 успешно выстрелил этим лазером в пол`те, поразив цель — испытательный самолёт NKC-135E Big Crow 1, специально модифицированный мишенью-вывеской на фюзеляже. Испытание подтвердило способность системы отслеживать воздушную цель, а также измерять и компенсировать атмосферные искажения.
Самолеты Big Crow также используются в качестве средств телеметрии дальнего действия в сочетании с запусками Western Launch и Test Range с базы ВВС Ванденберг в Калифорнии.
С 2008 года самолёты 55-3132 и 63-8050 были выведены из эксплуатации и переведены в в 309-ю группа обслуживаниу и восстановления AMARG (авиабаза Дэвис-Монтен, Тусон, Аризона).

### Другие версии
Один самолёт, серийный номер 61–2666, был модифицирован в NC-135W для испытаний систем и оборудования, используемых на самолётах-разведчиках RC-135V и W Rivet Joint. По состоянию на сентябрь 2023 года самолёт номер 61-2666 выведен из эксплуатации и хранится на базе Дэвис-Монтен.
С 1975 по 1984 год США использовали NKC-135 в своей программе Airborne Laser Lab. Модифицированный NKC-135A был оснащён углекислотным лазером с длиной волны 10,6 микрометра. Испытания включали успешные перехваты небольших ракет «воздух-воздух» (таких как AIM-9 Sidewinder) и беспилотных летательных аппаратов. Несмотря на боевой потенциал системы, она оставалась строго экспериментальной. Однако угроза SCUD, с которой пришлось столкнуться во время войны в Персидском заливе, возродила интерес к бортовой лазерной системе, что привело к созданию Boeing YAL-1.

### Общие характеристики
Данные приведены из Encyclopedia of world military aircraft Volume 1
- Экипаж: минимум 3 человека
- Длина: 41,53 м
- Размах крыла: 39,88 м
- Высота: 12,70 м
- Площадь крыла: 226 м²
- Аэродинамический профиль: корневое: ВАС 310/311/312; конец: ВАС 313[15]
- Максимальная взлетная масса: 122 470 кг
- Силовая установка: 4 × турбореактивных двигателя Pratt & Whitney J57-P-43WB, тяга 13 750 фунтов (61,2 кН) каждый.

### Лётные характеристики
- Максимальная скорость: 980 км/ч (530 узлов)
- Дальность: 7 100 км (3 800 нми)
- Практический потолок: 12,000 м (41,000 футов)
- Скорость набора высоты: 6,6 м/с (1290 футов/мин).
- Разбег: 3261 м (10 700 футов) при максимальной взлётной массе.

## Оператор
- Военно-воздушные силы США
- Военно-морские силы США

## Последний самолёт
55-3123 — первоначально построенный как KC-135A, с 1984 года авиационная лазерная лаборатория NKC-135 экспонируется в Национальном музее ВВС США в Дейтоне (Огайо). В августе 2011 года его убрали из экспозиции в авиапарке музея, чтобы освободить место для самолёта C-5A Galaxy. В настоящее время 55-3123 находится на хранении.